# Byeong U. Park
Byeong Uk Park (Busan, 2 de outubro de 1961) é um matemático sul-coreano, professor da Universidade Nacional de Seul.
Obteve um doutorado na Universidade da Califórnia em Berkeley em 1987, orientado por Peter John Bickel, com a tese Efficient Estimation in the Two-Sample Semiparametric Location Scale Model and the Orientation Shift Model.
Foi palestrante convidado do Congresso Internacional de Matemáticos no Rio de Janeiro (2018: Nonparametric additive regression).